# Le Mangeur de livres
Le Mangeur de livres est le premier roman de Stéphane Malandrin, paru au Seuil en janvier 2019. C'est le premier roman de l'auteur.

## Structure et récit
Stéphane Malandrin a dédié ce premier roman aux bibliothécaires et aux libraires, et aussi à sa mère. L'ouvrage, paru au Seuil en janvier 2019 , raconte les aventures de deux enfants pauvres des rues de Lisbonne, en 1488, dont l'un est frappé d'un sortilège qui l'oblige à dévorer les plus beaux codex des églises et des nobles demeures, devenant ainsi le « Mangeur de livres », celui dont tout le monde veut la mort.

## Réception critique
Dans Le Journal du dimanche, Bernard Pivot résume le livre en disant qu'il « ne sera pas le seul à le dévorer », prédisant à ce premier roman d'être « au menu d'un festin franco-belge.
Dans le magazine L'Express, Sandra Benedetti salue un premier roman «irrésistible» qui «dépasse allègrement les bornes du roman français contemporain, lorgne autant Rabelais que Cortazar et Borges» et « moque l'Eglise, brocarde les rupins et se coule dans les hardes d'une Lisbonne malodorante, grouillante, tragicomique. ».
Dans le magazine Le Point, Valérie Marin La Meslée parle d'une « merveilleuse et rocambolesque histoire, à la fois roman de formation et conte pour hier et aujourd'hui sur les pouvoirs du livre et des religions, sur la tolérance et son contraire. »
Dans L'Écho républicain, Blandine Hutin-Mercier parle d'un « tourbillon lexical et sensoriel qui nous plonge avec délice dans un XVe siècle aussi misérable que raffiné » et conclut que son auteur « emprunte à Rabelais sa gouaille, son épicurisme et son sens épique pour explorer, en gastronome des mots et des sens, le rapport à la connaissance, à la puissance, aux croyances ou à l'éducation. »
Dans L'Humanité, Alain Nicolas évoque une « fable rabelaisienne empruntant aux univers picaresques et gothique, écrite avec un sens du récit qui tient le lecteur en alerte jusqu'au bout. ». Dans le même ordre d'idées, pour Livres hebdo, c'est un « premier roman atypique, conte philosophique rabelaisien où tout repose sur le style » et pour ActuaLitté, « Le Mangeur de livres, c’est une histoire pantagruélique. Avec du vélin pour changer des porcs, veaux et autres victuailles ».
De même, Michel Torrekens, dans Le Carnet et les Instants, la revue des Lettres belges francophones, s'exclame qu'« il n'est pas fréquent d'avoir sous les yeux un roman qui soit une vraie surprise », salue un livre qui « prend des accents délirants, digne d'un chant breughélien ou rabelaisien » et conclut : « assurément, avec Le Mangeur de livres, un écrivain d'une trempe rare est né ».